# Pfarrkirche Böheimkirchen

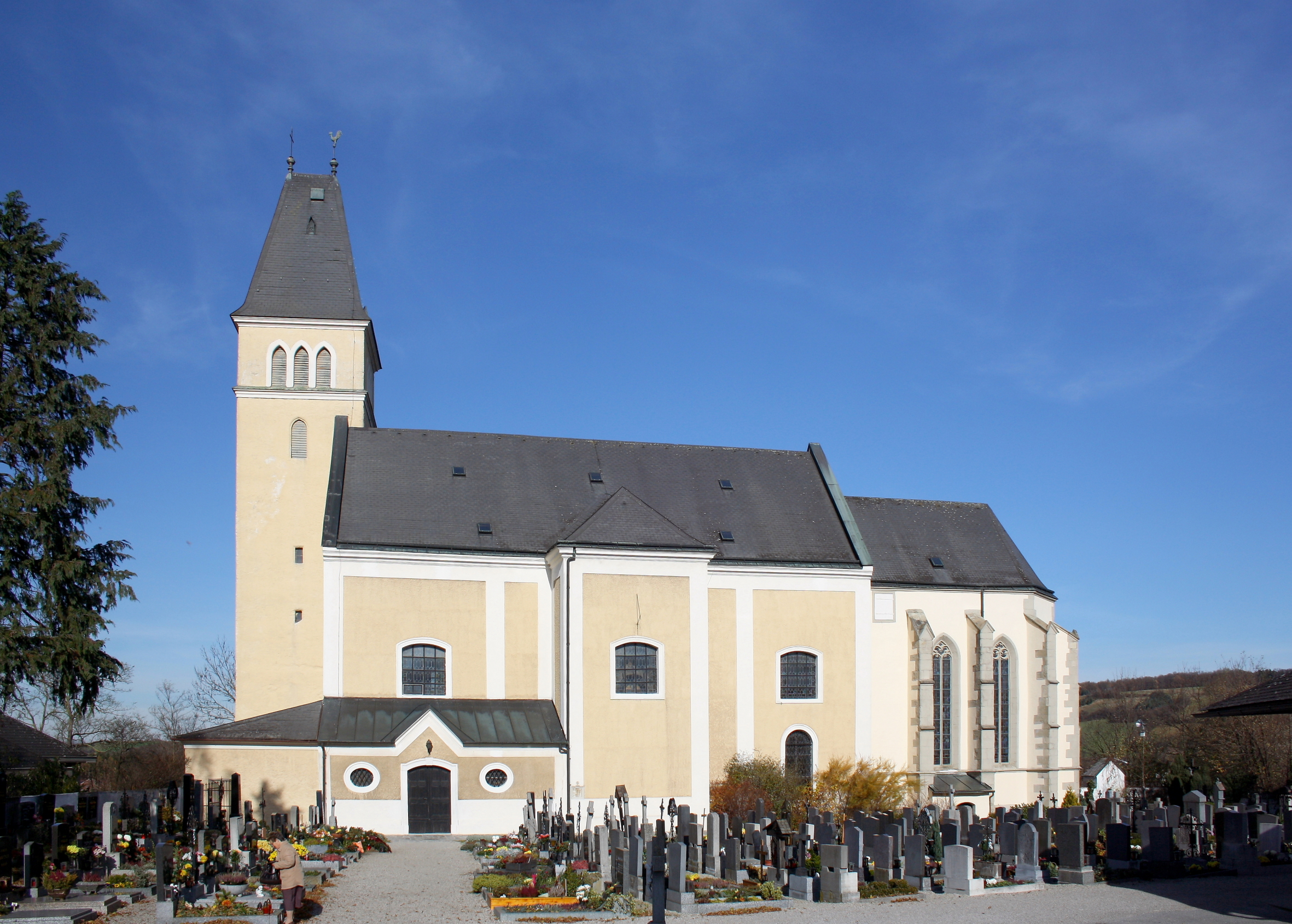
Katholische Pfarrkirche hl. Jakobus der Ältere in Böheimkirchen

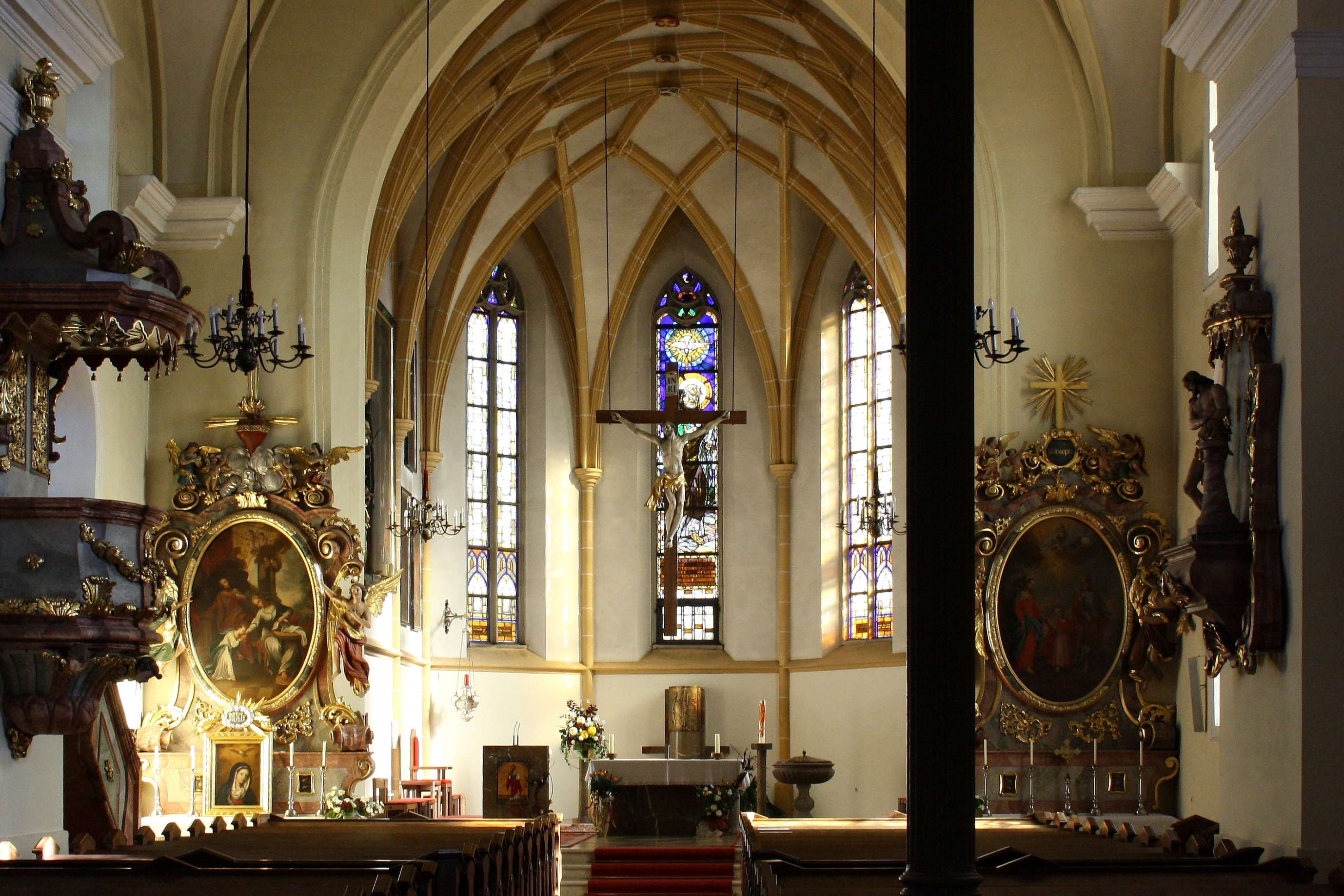
Blick zum Chor

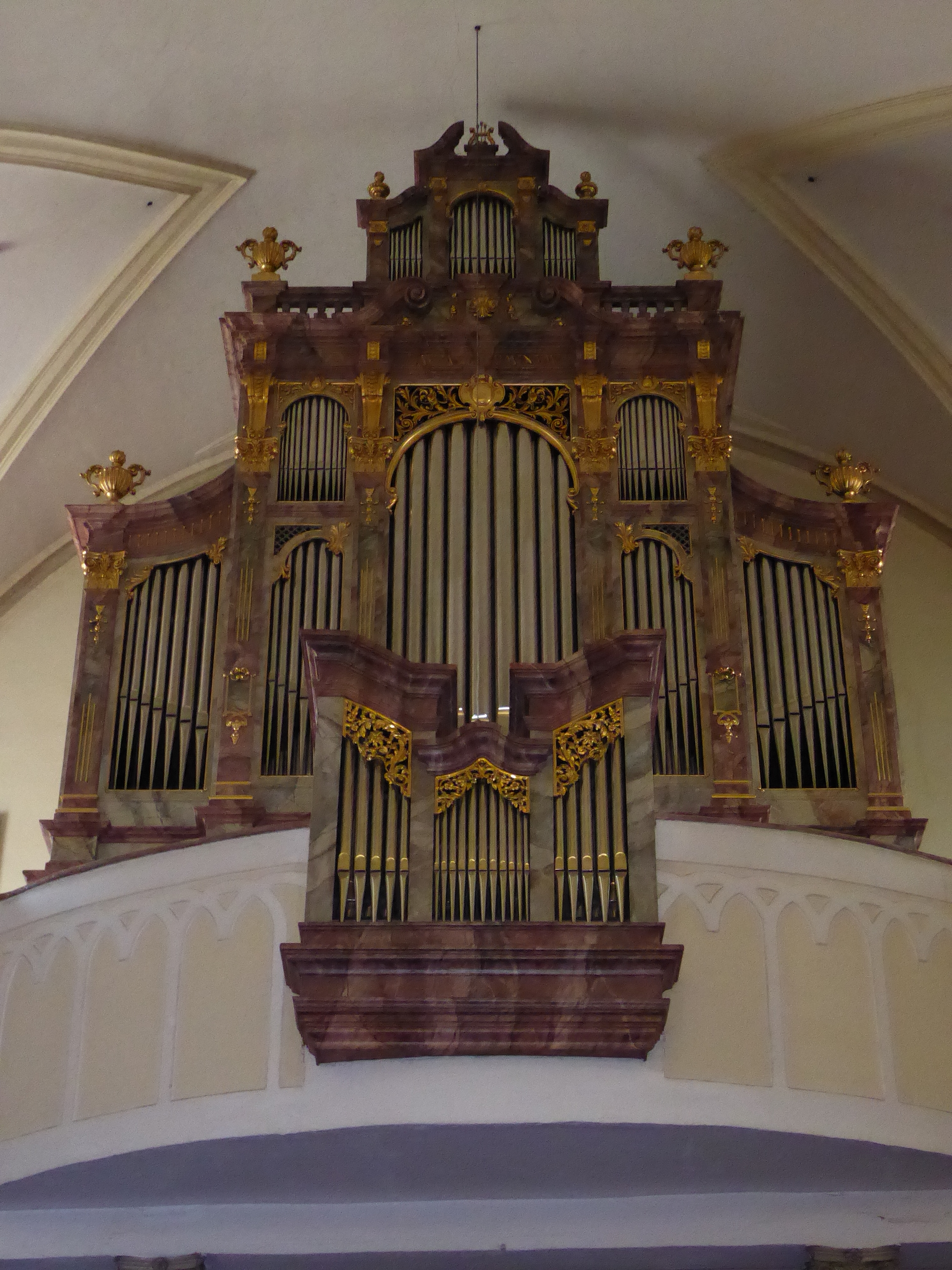
Blick zur Orgel

Die römisch-katholische Pfarrkirche Böheimkirchen steht dominierend auf dem Hochfeld in der Marktgemeinde Böheimkirchen im Bezirk St. Pölten-Land in Niederösterreich. Die dem Patrozinium des hl. Jakobus der Ältere unterstellte Pfarrkirche gehört zum Dekanat Neulengbach in der Diözese St. Pölten. Die Kirche und der Friedhof stehen unter Denkmalschutz (Listeneintrag).

## Geschichte
Um 1050 wird eine Pfarre urkundlich genannt, welche von 1399 bis 1784 dem Stift St. Pölten inkorporiert war. Die Kirche erlitt von 1529 und 1683 Schäden durch die Türkeneinfälle. Von 1731 bis 1734 erfolgte ein Umbau des Langhauses unter Propst Johann Michael Führer vom Stift St. Pölten. 1973 bis 1981 erfolgte eine Gesamtrestaurierung.

## Architektur
Die ehemalige Wehrkirche ist an drei Seiten von einem ummauerten Friedhof umgeben. Die Kirche dominiert mit dem Pfarrhof und der Volksschule auf dem Hochfeld, auch Am Berg genannt, den Ort.
Kirchenäußeres
Die Kirche besteht aus dem Langhaus, einer im Kern mittelalterlichen Saalkirche die im 18. Jh. barockisiert wurde, dem spätgotischen Chor mit Unterkirche und dem vorgestellten Westturm des 14. Jh. Die Tatsache, dass Westwand und Turm der heutigen Kirche zu den Langhausmauern nicht im rechten Winkel, sondern deutlich schräg stehen, könnte ein Hinweis auf einen karolingischen Vorgängerbau sein. Bei Steinkirchen des 9. Jh. kamen derartig verzogene Grundrisse vor.
Das hohe Langhaus unter einem Satteldach hat längs mittig südlich und nördlich jeweils eine Kapelle, westlich der Kapellen sind weitere Vorbauten mit der Jahresangabe 1734 und I. M. F. für Johann Michael Führer. Der starke gotischen Turm aus dem 14. Jahrhundert ist im Norden der westlichen Giebelwand des Langhauses vorgestellt, hat rechteckige und spitzbogige Schallfenster, und trägt ein Keildach von 1898. Daneben ist ein Portalanbau von 1973. Die Westseite der Kirche und der Turm werden durch einen schweren Kellenputz aus den 1970er Jahren geprägt.
Der hohe etwas eingezogene polygonal geschlossene Chor, bezeichnet mit der Jahresangabe 1518, hat zweibahnige Fenster über einem Kaffgesimse, reich mit Kreisformen und Durchstäbungen gegliedert. Die Strebepfeiler sind mit Wasserschlägen versehen. Im Süden und Norden des Chores sind Abgänge in die Unterkirche. Die im Norden des Chores angebaute spätgotische kreuzgratgewölbte Sakristei hat Schlitzfenster und einen Lavaboabfluss mit einem Tierkopf als Skulptur. Das Langhaus, durch die hohen mittigen Seitenkapellen kreuzförmig, wird Josef Wissgrill zugeschrieben. Die barocke Westempore entstand von 1830 bis 1840. Der dreijochige Chor hat ein kleinteiliges Netzrippengewölbe.
Die Unterkirche unter dem Chor hat ein zweijochiges Kreuzgratgewölbe mit tief herabgezogenen Kappen analog einer halben Faltkuppel im 5/8-Schluss, aus dem Anfang des 16. Jahrhunderts. Die zwei Zugänge erfolgen seitlich durch spätgotische Rundbogenportale und Treppen.
Kircheninneres
Das Kircheninnere wird geprägt durch den weiträumigen spätgotischen Chor von beachtlicher Qualität, der 1976 nach Plänen von Wilhelm Zotti liturgisch neu geordnet wurde, und das barockisierte Langhaus mit einer geschlossen erhaltenen Einrichtung von der Mitte des 18. Jahrhunderts. Dazu gehören die Kanzel mit volutenbekröntem Schalldeckel, vier Seitenaltäre (zwei gleich prachtvolle Bildrahmenretabel mit Gemälden aus der Schule Daniel Gran’s und zwei große Altaraufbauten in den Seitenkapellen), sieben Großstatuen (Hippolyt, Christophorus, Christus an der Geißelsäule, Katharina von Siena, Dominikus, Johannes Nepomuk und Franz Xaver) und sieben Apostelbilder aus dem Umkreis von Thomas Friedrich Gedon.

## Ausstattung
Den marmornen Volksaltar, die Tabernakelstele mit Relief Christus in Emmaus sowie das Ambo schuf der Künstler Robert Herfert (1977). Über dem Altar ist ein überlebensgroßes Kruzifix um 1720.
Das ehemalige Fastenbild von Josef Baldauf 1842 und der Kreuzweg von Hugo Jäckel 1916 (Kopie nach den Kreuzwegbildern des Johann Martin Schmidt in Mautern) fügen sich gut in das Ensemble ein.
2002 wurde die alte Orgel vom Steinacher Orgelbauer Hans Pirchner durch eine neue Orgel mit 32 Registern ersetzt.